# كاثلين لويد
كاثلين لويد (بالإنجليزية: Kathleen Lloyd)‏ (و. 1948 – م) هي ممثلة، وممثلة تلفزيونية، وممثلة أفلام، من الولايات المتحدة الأمريكية، ولدت في سانتا كلارا، كاليفورنيا.

## وصلات خارجية
- كاثلين لويد على موقع IMDb (الإنجليزية)
- كاثلين لويد على موقع ألو سيني (الفرنسية)
- كاثلين لويد على موقع تيرنر كلاسيك موفيز (الإنجليزية)
- كاثلين لويد على موقع أول موفي (الإنجليزية)
- كاثلين لويد على موقع قاعدة بيانات الأفلام السويدية (السويدية)
- كاثلين لويد على موقع إن إن دي بي (الإنجليزية)
- كاثلين لويد على موقع قاعدة بيانات الفيلم (الإنجليزية)
- كاثلين لويد على موقع كينوبويسك (الروسية)